# Marchin
Marchin là một đô thị của Bỉ. Đô thị này tọa lạc ở vùng Walloon, tỉnh Liege. Tại thời điểm ngày 1 tháng 1 năm 2006 Marchin có dân số 5.114 người. Tổng diện tích là 30 km² với mật độ dân số là 170 người trên mỗi km².